# Dikasterium zur Förderung der Einheit der Christen
Das Dikasterium zur Förderung der Einheit der Christen (lat.: Dicasterium ad Unitatem Christianorum Fovendam) ist ein Dikasterium der Römischen Kurie. Es hat die Aufgabe, die Ökumene der christlichen Konfessionen zu fördern und die römisch-katholische Kirche im Austausch mit den anderen Kirchen zu vertreten.

## Geschichte
Papst Johannes XXIII. war entschlossen, die katholische Kirche von ihrer seit dem Konzil von Trient herrschenden Abgrenzung gegen andere Kirchen zu befreien und Schritte auf dem Weg zur Einheit der Christen zu wagen. Am 5. Juni 1960, einem ökumenisch symbolträchtigen Tag, dem Pfingstfest, löste er die in der Römischen Kurie bestehende, wenig wirksame Kommission „Pro Unitate Ecclesiae“ aus ihrer Unterordnung und erhob sie mit dem Motu proprio Superno Dei nutu zum selbständigen Sekretariat zur Förderung der Einheit der Christen (lateinisch: „Secretararius ad christianorum unitatem“). Seine Aufgabe war es, zusammen mit zehn Vorbereitungskommissionen die Vorarbeiten für das Zweite Vatikanische Konzil zu leisten. Mit der Leitung des neuen Sekretariates betraute der Papst den niederländischen Professor der Philosophie und Theologie Johannes Willebrands.
Während des Konzils hatte das Sekretariat maßgeblichen Anteil am Entstehen der Konzilsdokumente
- Unitatis redintegratio,
- Nostra Aetate und
- Dignitatis humanae.

Nach dem Ende des Konzils bestätigte Paul VI. das Sekretariat als ständige Einrichtung des Apostolischen Stuhles.
Durch die Apostolische Konstitution Pastor Bonus vom 28. Juni 1988 wurde das Sekretariat zum Päpstlichen Rat zur Förderung der Einheit der Christen umbenannt. Mit der apostolischen Konstitution Praedicate Evangelium vom 19. März 2022, welche die Organisation der Kurie vereinfachen sollte, wurde die Behörde per Pfingsten 2022 zum Dikasterium zur Förderung der Einheit der Christen umbenannt. Ihr Leiter wird seither als Präfekt bezeichnet (vorher Präsident).
Laut dem Dekret Unitatis Redintegratio ist es Aufgabe des Rates „den Dialog und die Zusammenarbeit mit anderen Kirchen und Christlichen Weltgemeinschaften zu fördern“.
Bis zur Wiederaufnahme des offiziellen Dialoges mit den orthodoxen Kirchen durch den Päpstlichen Rat im Jahr 2004 fand der inoffizielle Dialog über die Wiener Stiftung Pro Oriente statt.
Ihr zugeordnet ist die Kommission für die religiösen Beziehungen zum Judentum.

## Präfekten
- 1960–1968 Augustin Kardinal Bea SJ
- 1969–1989 Johannes Kardinal Willebrands
- 1989–2001 Edward Idris Kardinal Cassidy
- 2001–2010 Walter Kardinal Kasper
- seit 2010 Kurt Kardinal Koch

## Mitglieder (Auswahl)
- Swjatoslaw Schewtschuk (seit 2012)[3]
- Zbigņevs Stankevičs (seit 2012)[3]
- Donald Joseph Bolen (seit 2012)[3]
- Savio Hon Tai-Fai SDB (seit 2012)[3]
- Gerhard Feige (2014 bis 2022)[4][5]
- Carlos José Ñáñez (seit 2014)[4]
- Rodolfo Valenzuela Núñez (seit 2014)[4]
- Anders Kardinal Arborelius (seit 2017)[6]
- Joseph William Kardinal Tobin (seit 2020)[7]
- Mario Kardinal Grech (seit 2020)[7]
- Paulo Cezar Kardinal Costa (seit 2020)[7]
- Paul Rouhana OLM (seit 2020)[7]
- Bertram Meier (seit 2023)[8]
- Claudio Kardinal Gugerotti (seit 2023)[9][10]
- Pierbattista Kardinal Pizzaballa OFM (seit 2023)[10]
- Víctor Manuel Kardinal Fernández (seit 2024)[11]
- László Kardinal Német SVD (seit 2025)[12]
- Bernard Longley (seit 2025)[13]
- Anthony Fisher OP (seit 2025)[13]

## Persönlichkeiten
- Eleuterio Fortino, Untersekretär von 1987 bis 2010
- Aimable Musoni SDB (Konsultor seit 2012)[3]
- Robert Francis Christian OP (Konsultor 2012–2019)[3]
- Giacomo Morandi (Konsultor seit 2020)[7]
- Giorgio Demetrio Gallaro (Konsultor seit 2020)[7]
- Dietmar W. Winkler (Konsultor seit 2008)[14]
- Michel Jalakh OAM (Konsultor seit 2024)[15]
- Armando Matteo (Konsultor seit 2024)[15]
- Russell McDougall (seit 2025)[16]
- Christian Stoll (seit 2025)[16]